# Belmont-sur-Yverdon
Belmont-sur-Yverdon is een gemeente en plaats in het Zwitserse kanton Vaud en maakt deel uit van het district Jura-Nord vaudois.
Belmont-sur-Yverdon telt 273 inwoners.